# Église Saint-Jean-Baptiste de Petit-Verly
L'église Saint-Jean-Baptiste de Petit-Verly est une église située à Petit-Verly, en France.

## Localisation
L'église est située sur la commune de Petit-Verly, dans le département de l'Aisne.